# Пил, Рафаэль
Рафаэль Пил (англ. Raphaelle Peale, также Рафаэлл Пил; 17 февраля 1774 — 4 марта 1825) — американский художник, считающийся первым американским художником-мастером натюрморта. Сын живописца Чарльза Уилсона Пила.

## Семья
В семье Чарльза Уилсона Пила и его жены Рейчел Брюэр (1744—1790) было десять детей, которых отец называл в честь своих любимых художников прошлого. Из десяти детей от первого брака выжили пятеро: сыновья Рафаэль, Рембрандт и Рубенс и две дочери. После смерти первой жены Чарльз Пил в следующем году женился снова, на Элизабет де Пейстер, от которой имел ещё шестерых детей, в том числе сыновей Тициана и Франклина. В 1804 году Пил женился в третий раз.
Рафаэль Пил был, таким образом, пятым по счету, но старшим из выживших детей своего отца.

## Биография
Большую часть жизни Рафаэль Пил прожил в Филадельфии. Как и братья, Рафаэль учился живописи у своего отца, а в 1792 году отправился в путешествие по Южной Америке, чтобы собрать экспонаты для музея естествознания, основанного Пилом-старшим (сейчас это Муниципальный музей города Балтимор). Творческий путь Рафаэль начал с портретов, в частности портретных миниатюр, но позже основным направлением его творчества стали натюрморты. Первая профессиональная выставка состоялась в 1795 году, когда Рафаэлю был двадцать один год.
В возрасте двадцати лет Рафаэль Пил женился на Марте Мак-Глатери, от которой имел восемь детей. В довольно раннем возрасте он приобрел проблемы со здоровьем, которые к 1813 году обострились настолько, что художник не мог передвигаться без опоры. Высказывается версия, что возможной причиной его болезненного состояния и последующей смерти стало хроническое отравление мышьяком и ртутью, полученное при изготовлении чучел для музея его отца. Именно после ухудшения здоровья Рафаэль посвятил себя в основном натюрмортам. Также художник страдал от алкогольной зависимости и «приступов меланхолии». Рафаэль Пил скончался 4 марта 1825 года в возрасте пятидесяти одного года.

## Особенности стиля
С 1810 года Рафаэль Пил сосредоточился в основном на написании натюрмортов, несмотря на убежденность коллег-живописцев в том, что этот жанр — удел любителей. Считается, что на творчество Пила повлияли натюрморты испанских художников, которые он наблюдал во время поездки в Мексику. Большинство композиций, запечатленных Пилом, представляют собой несколько предметов (в основном плодов), лежащих на столе, на темном фоне. Довольно известна картина «Венера, выходящая из моря», написанная в 1822 году, на которой изображена девушка или женщина, почти полностью скрытая простыней.

## Галерея

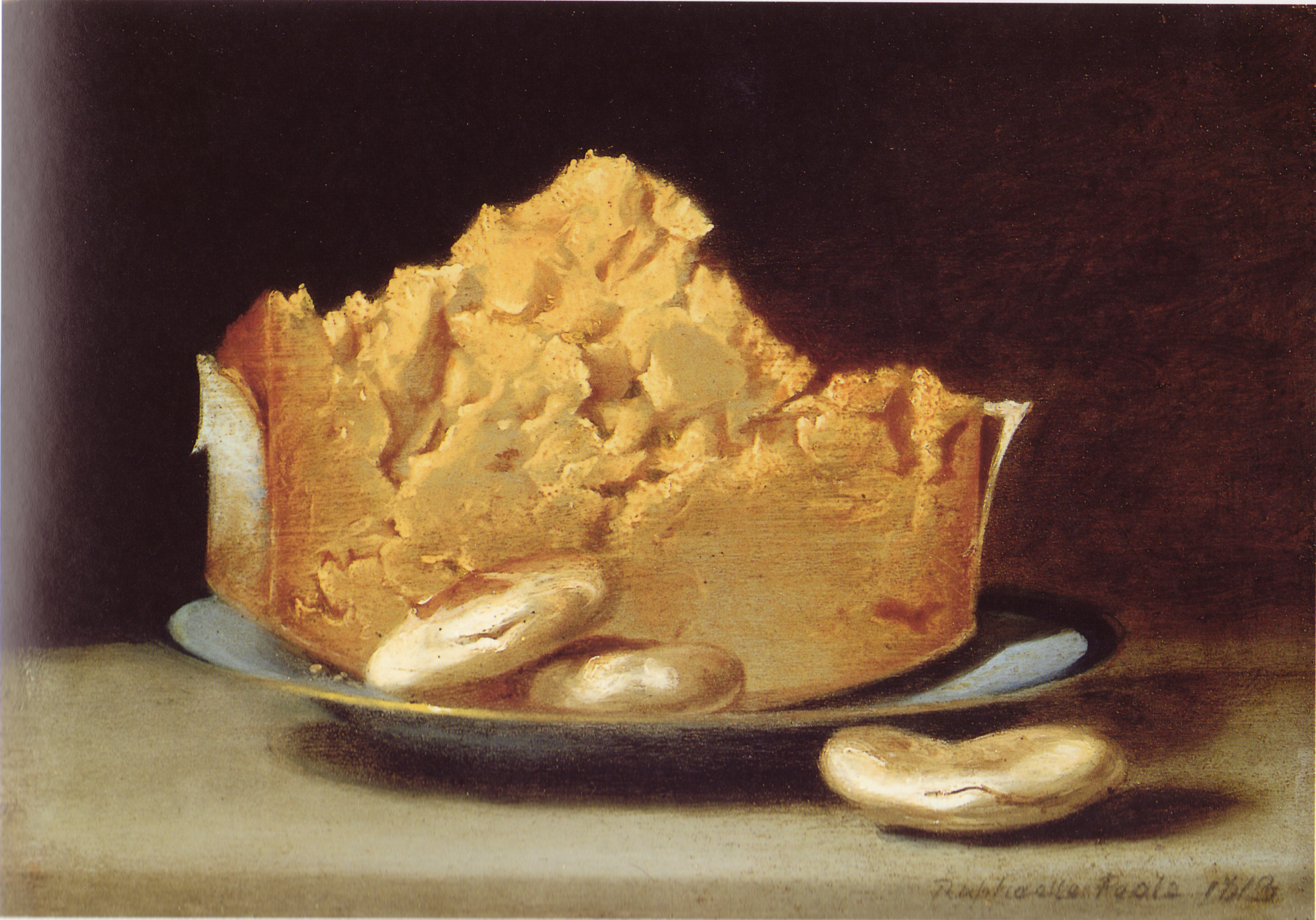
Сыр с тремя крекерами, 1813
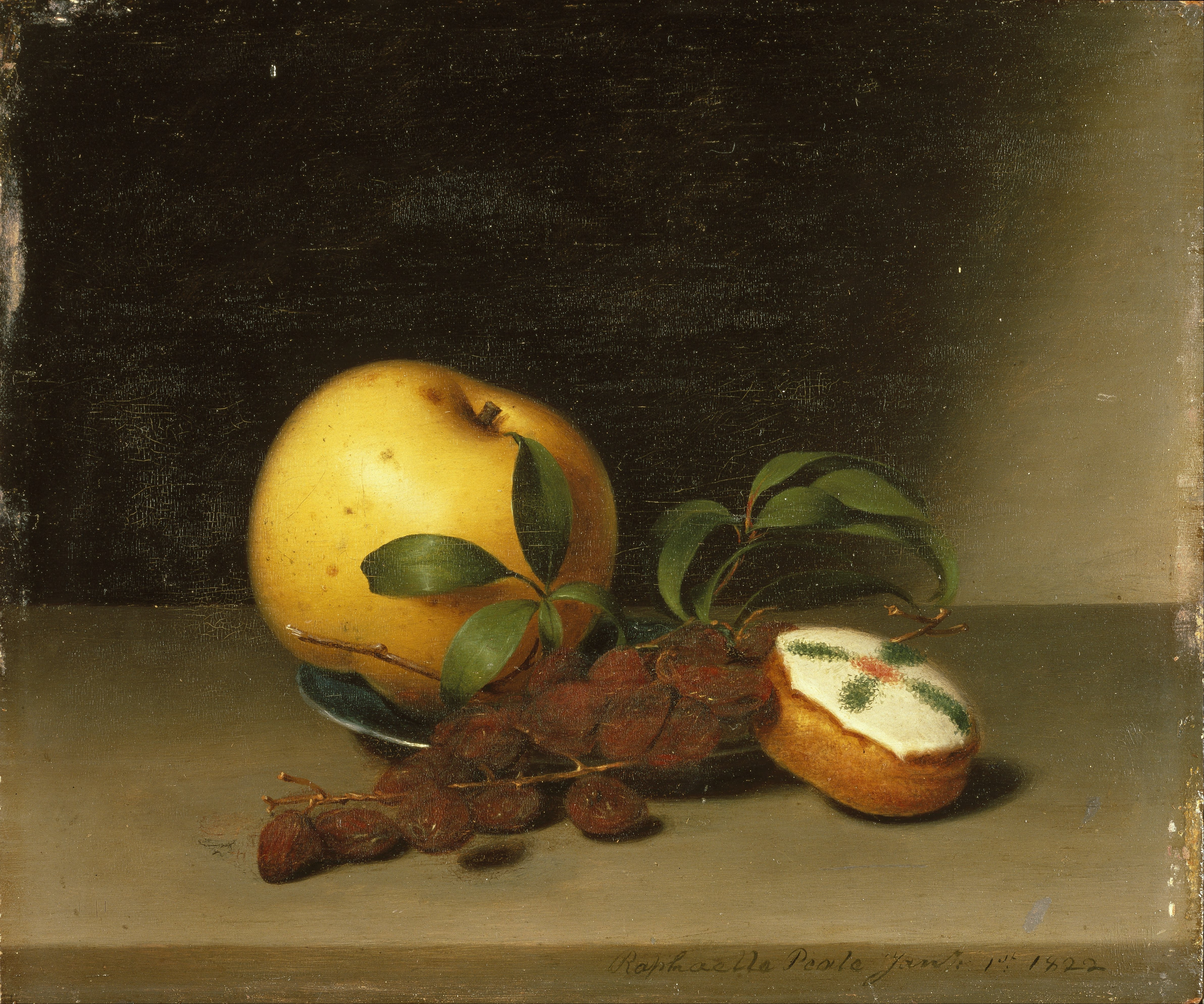
Натюрморт с пирожным, 1822
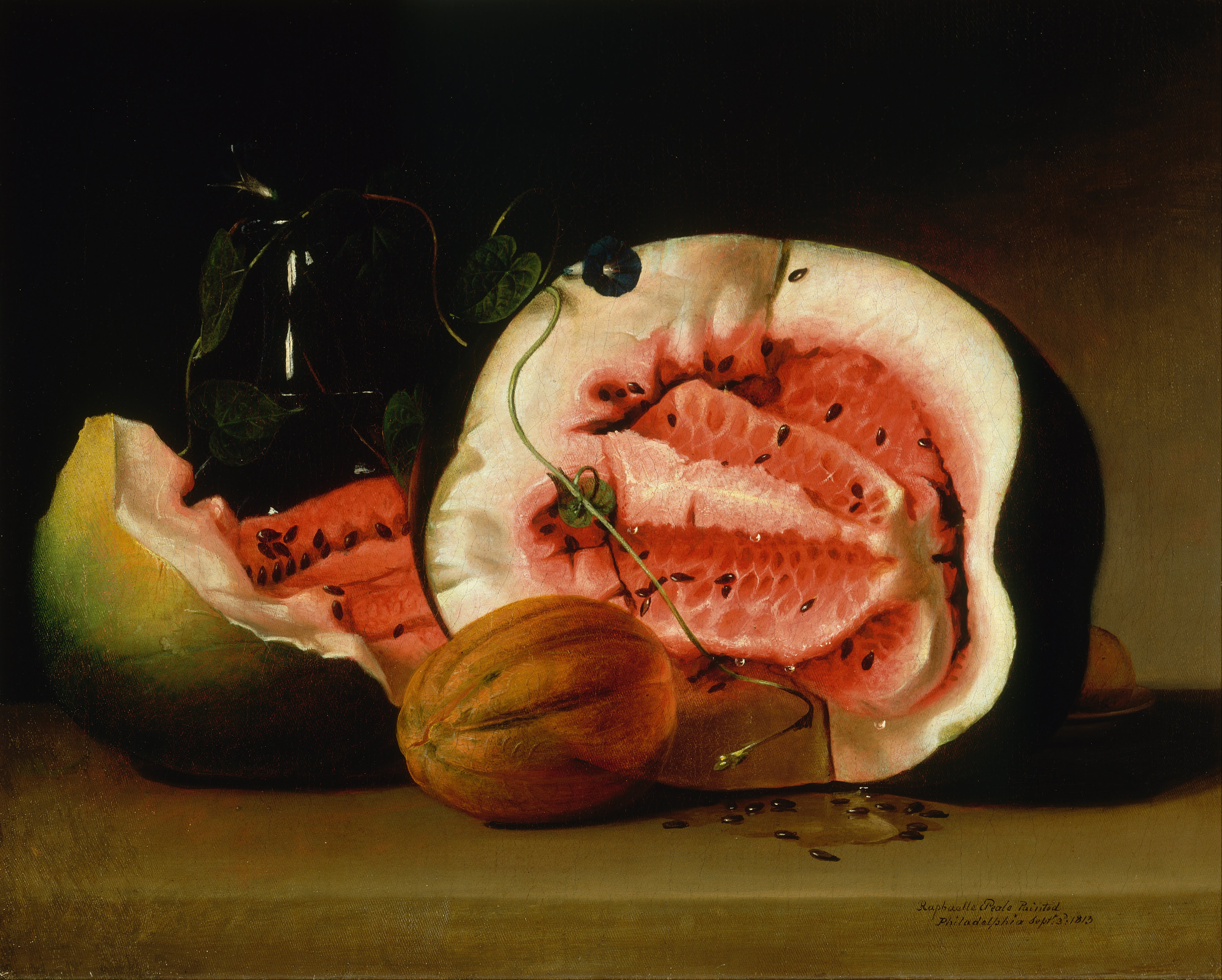
Дыня и вьюнок, 1813
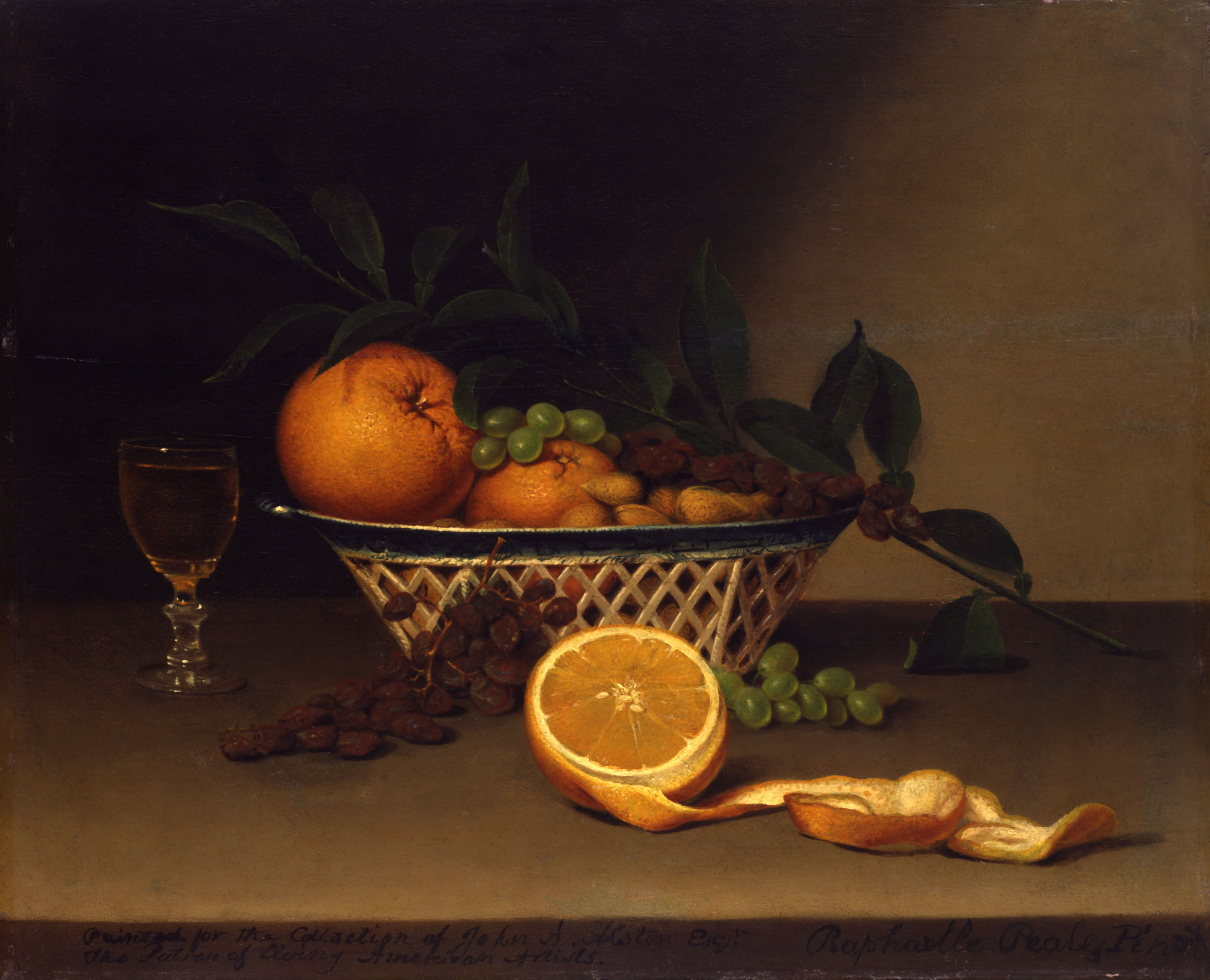
Натюрморт с апельсинами, 1818
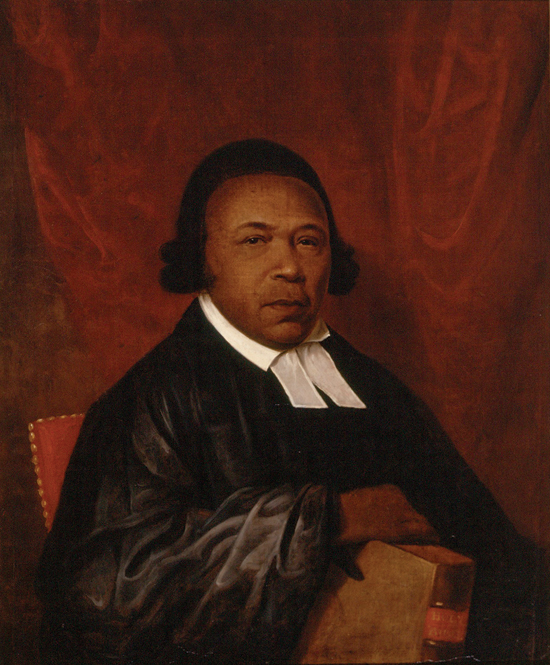
Портрет Абсалома Джонса, 1810
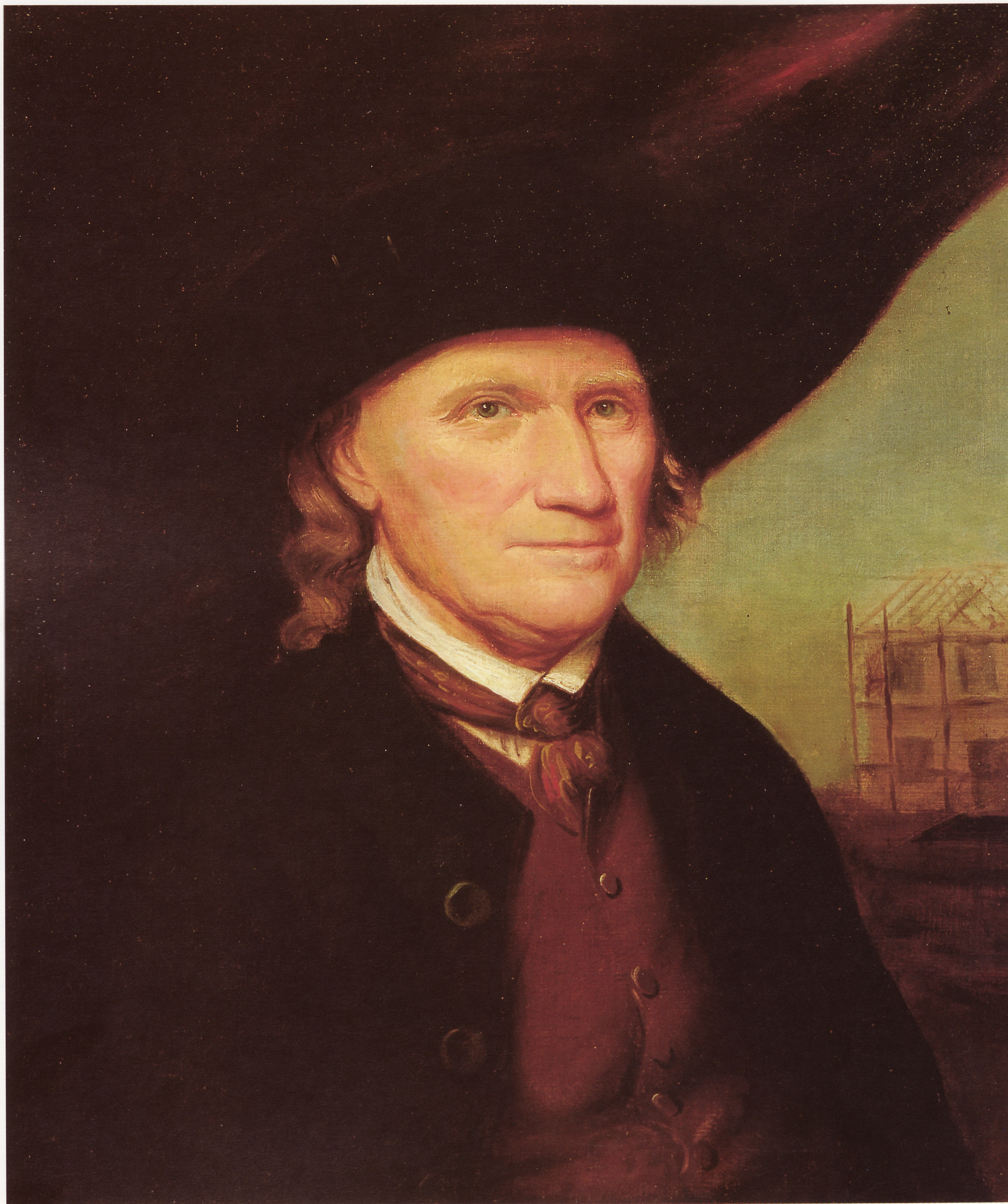
Портрет Меттью Мак-Глатери, 1795
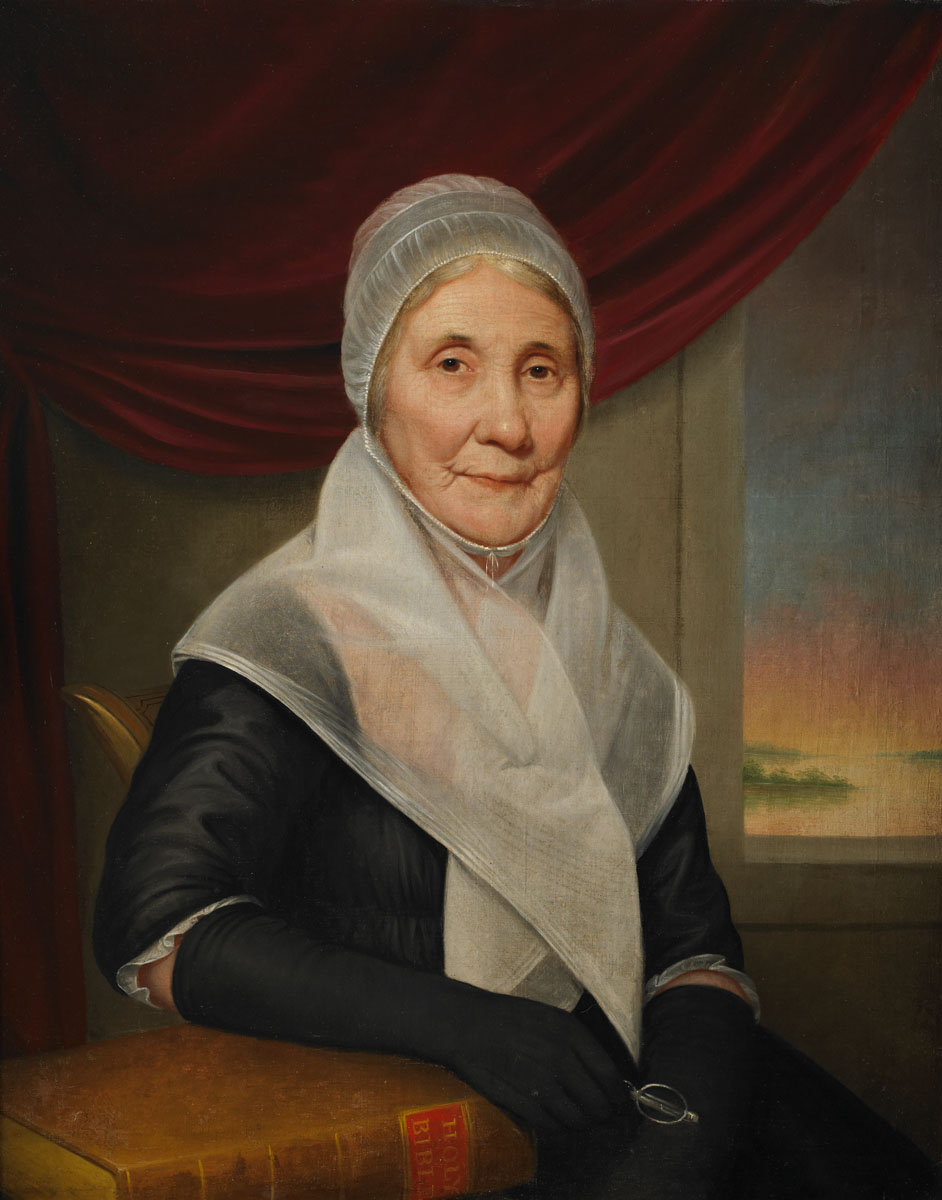
Портрет Маргарет Мак-Глатери, 1817
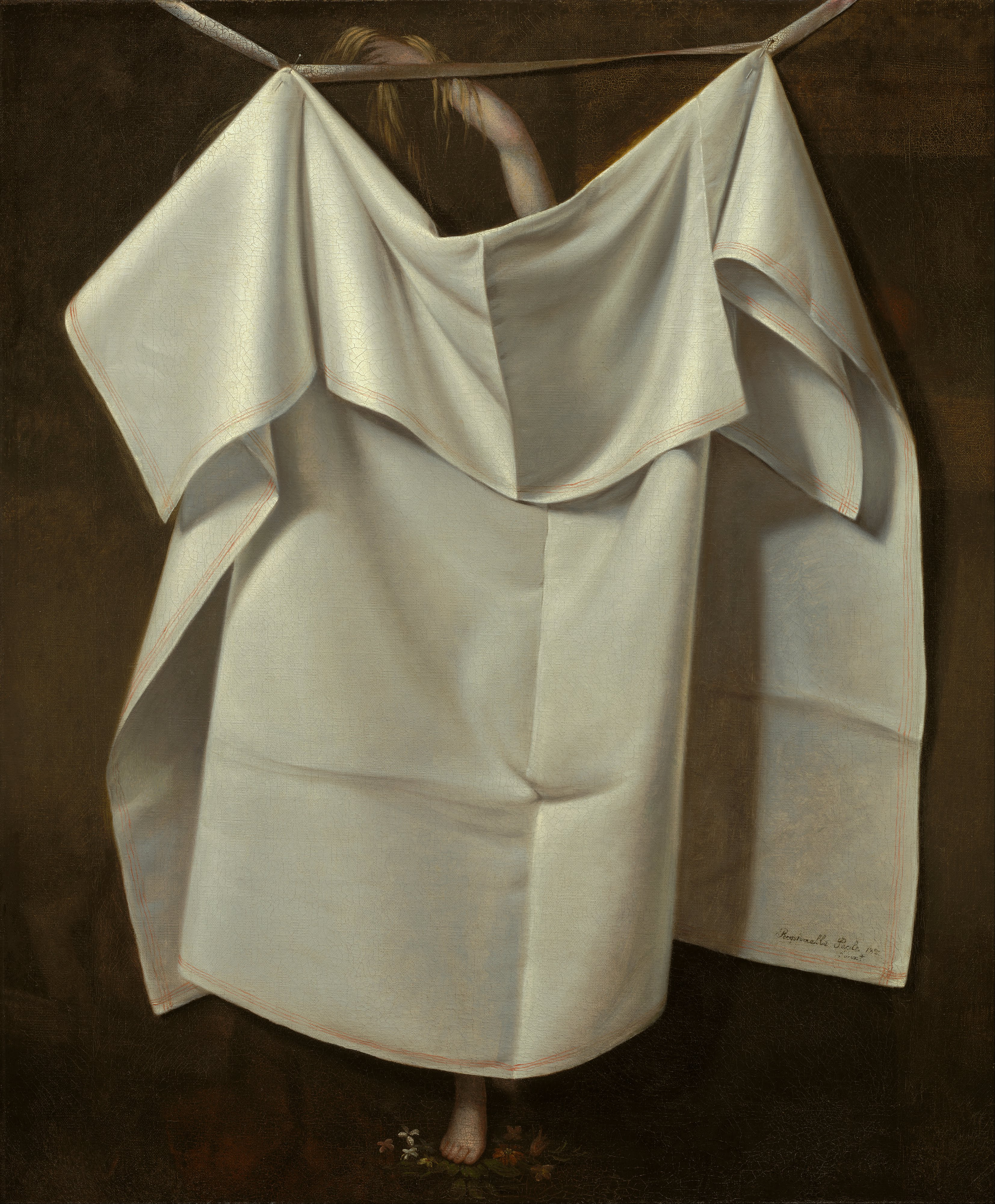
Венера, выходящая из моря, ок. 1822